# 蛇眼西格德
蛇眼西格德是一位傳說中的维京人和傳說中的丹麦国王，活跃于9世纪中后期。根據神話傳說，他是拉格納·洛德布羅克和亞絲拉琪的儿子。 中世纪挪威国王的家谱将他列为金发哈拉尔的祖先。